# 安东·翁德鲁什
安东·翁德鲁什（1950年3月27日—），斯洛伐克男子足球运动员。他曾代表捷克斯洛伐克国家队参加1976年和1980年欧洲足球锦标赛，其中1976年欧锦赛获得冠军，1980年欧锦赛则获得季军。